# Globus de gas

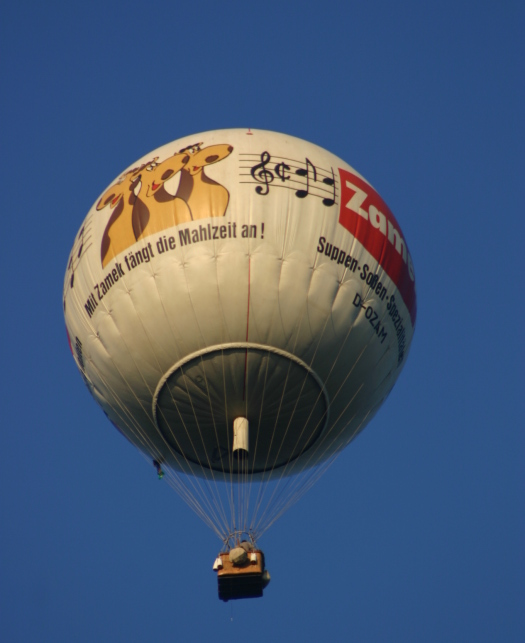
El globus D-OZAM sobrevolant Gelsenkirchen.

Un globus de gas o baló de gas és un globus aerostàtic que es compon d'una funda prima i tensa, feta per exemple de làtex o teixit de seda amb hule. Popularment se'n diu bufa o bomba. És omplert amb gas, que crea una densitat inferior a la de l'aire que envolta el globus i, per tant, crea empenyiment aerostàtic. Per aquest gas, s'utilitzen principalment l'hidrogen (H₂) i l'heli (He), però es prefereix l'heli, car és el gas noble més lleuger i no és inflamable.

## Història
L'any 1766, el científic britànic Henry Cavendish havia descobert l'hidrogen, afegint àcid sulfúric al ferro, llauna, o encenalls de zenc. El desenvolupament dels globus de gas es realitzà en paral·lel amb el treball dels germans Montgolfier amb globus aerostàtics d'aire calent.
El desenvolupament dels globus de gas era liderat per Jacques Charles i els Les Frères Robert (Germans Robert). El 27 d'agost de 1783, Le Globe, un primer globus d'hidrogen, va ser enlairat des del Champ-de-Mars a París. Sis mil persones pagaren per disposar de seient. L'1 de desembre, Jacques Charles i Nicolas-Louis Robert volaren amb el globus La Charlière, el primer globus d'hidrogen tripulat per éssers humans, durant 2 hores i 5 minuts cobrint una distància de 36 km. Jacques Charles immediatament volà una altra vegada, aquesta vegada tot sol, i ascendí a 3000 metres.
El treball en cada tipus de globus va ser esperonat pel fet que hi havia un altre grup que competia amb una tecnologia alternativa. Per diverses raons, incloent el fet que el govern francès decidí anomenar a un defensor de l'hidrogen com a responsable de desenvolupament de globus, els globus d'aire calent van ser substituïts per globus d'hidrogen que es convertiren en la tecnologia predominant durant els següents 180 anys.
Els globus d'hidrogen s'utilitzaren en les gestes més importants, com creuar el Canal de la Mànega el 7 de gener de 1785, fet pels aviadors Jean-Pierre Blanchard i John Jeffries, de Boston.